# Хобит: Битка пет армија
Хобит: Битка пет армија (енгл. The Hobbit: The Battle of the Five Armies) је трећи део фантастичне епске филмске трилогије Хобит редитеља Питера Џексона снимљен 2014. године, а заснован на истоименом роману Џ. Р. Р. Толкина и наставак филма Хобит: Шмаугова пустошења из 2013. године. Сценарио потписују Френ Волш, Филипа Бојенс, Питер Џексон и Гиљермо дел Торо, док су продуценти филма Каролин Канингем, Френ Волш и Питер Џексон. Музику је компоновао Хауард Шор.
Насловну улогу тумачи Мартин Фриман као хобит Билбо Багинс, а у осталим улогама су Ијан Макелен, Ричард Армитиџ, Орландо Блум, Бенедикт Камбербач, Ли Пејс, Лук Еванс, Еванџелин Лили, Ејдан Тарнер, Грејам Мактавиш, Џејмс Незбит, Кен Стот, Кејт Бланчет, Ијан Холм, Кристофер Ли и Хјуго Вивинг. Ово је био последњи филм у коме се појавио Ијан Холм, који је преминуо 2020. године. Светска премијера филма је одржана 1. децембра 2014. у Лондону, док је у Сједињеним Америчким Државама почео да се приказује 17. децембра исте године.
Филм је добио помешане критике од стране критичара, али је зарадио 956 милиона долара широм света, што га је учинило другим најуспешнијим филмом из 2014. године (иза филма Трансформерси: Доба изумирања). На 87. додели Оскара филм је био номинован за најбољу монтажу звука.

## Радња
Билбо и патуљци гледају са Еребора како змај Шмауг оставља Језерград у пламену, док људи Језерграда беже. Бард Стрелац успева побећи из затвора, и на крају убија Шмауга са црном стрелом коју му је донео његов син Бејн. Шмаугово падајуће тело се сруши на господара Језерградa, који је бежао на броду натовареним градским златом. Бард нерадо постаје нови вођа Језерграда, а људи траже уточиште у рушевинама Дола, док Леголас путује у истрагу планине Гундабад са Тауријелом. Торин који је опседнут над огромним благом у планини, опсесивно тражи Светокамен, који је Билбо претходно пронашао и сакрио. Торин, чувши да су људи дошли до Дола, наређује да се улаз у Еребор заштити.
У међувремену, Галадријела, Елронд и Саруман стижу у Дол Гулдур и ослобађају Гандалфа, пославши га на сигурно са Радагастом. Они се боре и побеђују Назгуле и Саурона и протерују их на исток. Азог маршира на Еребор са својом огромном војском орка и шаље Болга у Гундабад да позове своју другу војску.
Трандуил и вилењачка војска стижу у Дол и формирају савез са Бардом како би повратили беле драгуље који су део блага Самотне планине. Бард иде у планину и пита Торина за део злата које је раније обећао народу Језерграда, али Торин одбија. Гандалф стиже у Дол да упозори Барда и Трандуила од предстојећег рата за планину, али га Трандуил назива смешним. Билбо се искраде из Еребора да преда Светокамен Трандуилу и Барду, тако да могу да тргују за драгуље и злато. Када се Бард и Трандуил са својим армијама окупе на вратима Еребора, нудећи да тргују Светокамен за беле драгуље и злато, Торин љутито одбија, верујући да је то варка. Билбо се ушуња преко страже и признаје да је он узео Светокамен и дао га Трандуилу и Барду. Торин скоро убија Билба, али Гандалф стиже на капију и ослобађа Билба. Торинов рођак стиже са својом војском патуљака, и борба патуљака против вилењака и људи је неминовна. Црволоци излазе из земље, ослобађајући Азогову војску из својих тунела. Пошто су Орци бројнији од Трандуилове и Бардове војске, Гандалф и Билбо се придружују бици. Међутим, други фронт је отворен када су многи Орци и тролови напали Дол.
Унутар Еребора, Торин пати од трауматске халуцинације пре него што поврати разум и води своју дружину да се придруже борби. Он јаше према Гаврановом брду са Двалином, Филијем и Килијем да убију Азога. Билбо их прати помоћу Јединственог прстена. У међувремену, Тауријела оставља Леголаса да упозори патуљке да се Болг приближава са својом војском. Фили и Кили су сатерани у ћошак, и Азог убија Филија, док су Билбо и други патуљци немоћно гледали. Како Торин изазива Азога у борби до смрти, Болг удара Билба и овај губи свест, надјача Тауријелу и убија Килија, који је дошао да јој помогне. Леголас се укључује у борбу против Болга и на крају га убија. Торин убија Азога, али је смртно рањен у тој борби. Велики орлови потом долазе са Радагастом и Беорном да се боре са Орцима, и Орци коначно бивају уништени. Билбо поврати свест и мири се са Торином, који умире. Леголас говори Трандуилу да мора да оде, а Трандуил га саветује да крене на север, и потражи човека под именом Страјдер (Арагорн).
Билбо се опрашта са преосталим члановима Торинове дружине и путује кући до Округа са Гандалфом. Гандалф признаје своје знање Билбу о прстену, и каже му да магија прстена не треба олако да се користи. Билбо се враћа у Багремову улицу и проналази своје ствари на аукцији. Он прекида продају, али сматра да је његов дом опљачкан.
Шездесет година касније, Билбо прима Гандалфа у посету, чиме покреће догађаје у филму Господар прстенова: Дружина прстена.

## Улоге
| Глумац             | Улога               |
| ------------------ | ------------------- |
| Мартин Фриман      | Билбо Багинс        |
| Ијан Макелен       | Гандалф             |
| Ричард Армитиџ     | Торин II Храстоштит |
| Бенедикт Камбербач | Шмауг/Саурон        |
| Орландо Блум       | Леголас             |
| Еванџелин Лили     | Тауријела           |
| Грејам Мактавиш    | Двалин              |
| Кен Стот           | Балин               |
| Ејдан Тарнер       | Кили                |
| Дин О’Горман       | Фили                |
| Марк Хедлоу        | Дори                |
| Џед Брофи          | Нори                |
| Адам Браун         | Ори                 |
| Џон Кален          | Оин                 |
| Питер Хамблтон     | Глоин               |
| Џејмс Незбит       | Бофур               |
| Стивен Хантер      | Бомбур              |
| Вилијам Кирчер     | Бифур               |
| Лук Еванс          | Бард Стрелац        |
| Ману Бенет         | Азог Оскрнавитељ    |
| Кејт Бланчет       | Галадријела         |
| Хјуго Вивинг       | Елронд              |
| Кристофер Ли       | Саруман             |
| Ли Пејс            | Трандуил            |
| Ијан Холм          | стари Билбо Багинс  |
| Силвестер Макој    | Радагаст Смеђи      |
| Лоренс Макоар      | Болг                |
| Били Коноли        | Даин                |
| Микаел Персбрант   | Беорн               |
| Стивен Фрај        | господар Језерграда |
| Крејг Хал          | Галион              |
| Рајан Гејџ         | Алфрид              |
| Џон Бел            | Бејн                |

## Спољашњи извори
- Хобит: Битка пет армија на веб-сајту  (језик: енглески)